# Койс, Сандро
Сандро Койс (итал. Sandro Cois; род. 9 июня 1972 Фоссано, Италия) — итальянский футболист, полузащитник.

## Карьера
Итальянец сардинского происхождения, дебютировал в «Савильянезе» в Серии D 1988—1989. В конце сезона Койса покупает «Торино», и дебютировал в Серии А в матче против «Лечче» 17 марта 1991. В последующих сезонах, под руководством Эмилиано Мондонико, Сандро начал играть в полузащите и выиграл Кубок Италии в 1993 году, и достиг финала Кубка УЕФА где проиграл «Аяксу».
В 1994 году он перешёл в «Фиорентину», за 4,5 млрд лир. В молодой команде тренера Клаудио Раньери завоёвывает постоянное место в составе. В 1996 году выиграл ещё один Кубок Италии и попал в национальную команду во время сезона 1997—1998.
В последующих сезонах, однако, Койс потерял место в основном составе и сыграл всего 11 матчей в сезоне 2001—2002. В августе 2002 года был куплен «Сампдорией». В Сампдории сыграл только четыре игры из-за различных травм, затем переехал в «Пьяченцу» в обмен на Сальваторе Мичели, где он сыграл всего 5 игр в высшем дивизионе. В конце сезона Койса начали преследовать травмы и решил завершить профессиональную карьеру в возрасте 31 года.

## Национальная сборная
Он сыграл за сборную Италии 3 матча. Дебютировал в январе 1998 в матче против Словакии, заменив Луиджи Ди Бьяджо. Был в заявке сборной на Чемпионат Мира во Франции в 1998 году, но не выходил на поле.

## Достижения
- Кубок Италии
  - Торино: 1992-1993
  - Фиорентина: 1995-1996, 2000-2001
- Суперкубок Италии
  - Фиорентина: 1996
- Кубок Митропы
  - Торино: 1991